# Associazione Calcio Udinese 1927-1928
Questa pagina raccoglie le informazioni riguardanti l'Associazione Calcio Udinese nelle competizioni ufficiali della stagione 1927-1928.

## Stagione
Nella stagione 1927-1928 l'Udinese allenato da un nuovo tecnico ungherese Lájos Czeizler, disputa il girone A del campionato di Prima Divisione Nord. Con 19 punti in classifica si è piazzato in sesta posizione appaiato al Treviso. Nella rosa dei bianconeri si affaccia un giovincello di sedici anni, udinese purosangue, che fa il terzino e non salterà una gara, si chiama Alfredo Foni, giocherà con l'Udinese due stagioni, poi passerà alla Lazio, e negli anni trenta diventerà un punto fermo della Juventus e della nazionale azzurra di Vittorio Pozzo. Il girone A di Prima Divisione è dominato dall'Atalanta che vince il torneo con 30 punti e sale in Divisione Nazionale. Da dimenticare invece l'apparizione nella Coppa Arpinati dei friulani, dove chiudono all'ultimo posto con 3 punti nel girone A, vinto dalla Fiumana, dopo spareggio con la Monfalconese. Miglior marcatore di stagione ancora una volta Luigi Tosolini autore di 9 reti in campionato ed 1 nella Coppa "Leandro Arpinati".

## Rosa
| N. |                   | Ruolo | Calciatore        |
| -- | ----------------- | ----- | ----------------- |
|    | Italia (bandiera) | C     | Asco Barbetti     |
|    | Italia (bandiera) | D     | Gino Bellotto     |
|    | Italia (bandiera) | D     | Carlo Bonino      |
|    | Italia (bandiera) | D     | Ettore Cantarutti |
|    | Italia (bandiera) | P     | Bruno Cassetti    |
|    | Italia (bandiera) | D     | Comino            |
|    | Italia (bandiera) | C     | Gino De Biasi     |
|    | Italia (bandiera) | D     | Alfredo Foni      |

| N. |                   | Ruolo | Calciatore       |
| -- | ----------------- | ----- | ---------------- |
|    | Italia (bandiera) | C     | Pietro Gerace    |
|    | Italia (bandiera) | P     | Lindaver         |
|    | Italia (bandiera) | A     | Umberto Modotti  |
|    | Italia (bandiera) | A     | Plinio Palmano   |
|    | Italia (bandiera) | D     | Otello Pascolini |
|    | Italia (bandiera) | C     | Mario Peressini  |
|    | Italia (bandiera) | A     | Aldo Spivach     |
|    | Italia (bandiera) | C     | Luigi Tosolini   |

## Risultati

### Prima Divisione - girone A

#### Girone di andata
| Arbitro: | Galli (Bologna) |

|  |           |                                                    |
|  | Marcatori | 19’ Buschi 70’ G. Cornolti 84’ Bonardi 88’ Bonzani |

| Arbitro: | Fornarelli (Bari) |

|                     |           |                              |
| Santopaolo 32’, 64’ | Marcatori | 13’, 52’ Tosolini 80’ Gerace |

| Arbitro: | Dalle Mole (Vicenza) |

|                                          |           |                                 |
| Foni 13’ Palmano 36’ Bellotto 43’ (rig.) | Marcatori | 5’ Babich 18’ (rig.) Baccilieri |

| Arbitro: | Bruna (Venezia) |

|              |           |                          |
| De Biasi 35’ | Marcatori | 72’ Blasevich 80’ Gulich |

| Arbitro: | Pastorio (Vicenza) |

|                |           |  |
| Montesanto 47’ | Marcatori |  |

| Arbitro: | Turbiani (Ferrara) |

|                                      |           |  |
| De Biasi 31’ Modotti 39’ Palmano 80’ | Marcatori |  |

| Arbitro: | Rovida (Milano) |

|                            |           |                          |
| Romani 68’ A. Barbieri 69’ | Marcatori | 10’ De Biasi 62’ Palmano |

| Arbitro: | Ferro (Milano) |

|                                          |           |              |
| Spivach 16’ Tosolini 23’ Gerace 57’, 75’ | Marcatori | 33’ U. Manià |

| Arbitro: | Bellini (Padova) |

|                                    |           |                                          |
| Froglia 30’ Reich 81’ Mihalich 87’ | Marcatori | 27’, 44’ Palmano 55’ Gerace 83’ Tosolini |

#### Girone di ritorno
| Arbitro: | Beretta (Novi Ligure) |

|                                |           |  |
| A. Perani 30’, 82’ Bonardi 63’ | Marcatori |  |

| Arbitro: | Scorzoni (Bologna) |

|                                   |           |                           |
| Tosolini 50’ Palmano 56’ Foni 74’ | Marcatori | 37’, 42’ Sbrana 69’ Pasti |

| Arbitro: | Giordano (Torino) |

|                                               |           |                                       |
| Pascolini 10’ (aut.) Curto 24’ Baccilieri 78’ | Marcatori | 3’ De Biasi 19’ Tosolini 51’ Barbetti |

| Arbitro: | Bonello (Venezia) |

|                           |           |              |
| Blasevich 77’ (rig.), 87’ | Marcatori | 28’ Tosolini |

| Arbitro: | Medica (Bologna) |

|                           |           |                |
| Modotti 11’, 45’ Foni 76’ | Marcatori | 25’ G. Griggio |

| Arbitro: | Galassi (Torino) |

|              |           |  |
| Bisigato 40’ | Marcatori |  |

| Arbitro: | Scarpi (Dolo) |

|                                                 |           |                                  |
| Spivach 1’ Gerace 22’ Barbetti 59’ Tosolini 65’ | Marcatori | 3’ (aut.) Gerace 28’ A. Barbieri |

| Arbitro: | Turra (Padova) |

|              |           |                          |
| U. Manià 25’ | Marcatori | 47’ Tosolini 56’ Modotti |

| Arbitro: | Dalle Mole (Vicenza) |

|  |           |             |
|  | Marcatori | 50’ Froglia |